# Seymour Red Press
Seymour „Red“ Press  (* 26. Februar 1924 in New York City, New York; † 24. Oktober 2022 in Hackettstown, New Jersey) war ein US-amerikanischer Jazz-, Theater- und Studiomusiker (Altsaxophon, Klarinette).

## Leben und Wirken
Press wuchs in der Swing-Ära auf und hatte Unterricht bei Bill Shiner, in dessen Saxophon-Band er neben Lenny Hambro und Stan Getz spielen durfte. 1942 begann er seine Karriere als professioneller Musiker. Nach Ableistung des Militärdienstes spielte er zu Beginn seiner Karriere in den Orchestern von Bobby Sherwood (1946–47), Tommy Dorsey (1954–56) und Benny Goodman (1961). Im Laufe seiner Karriere war er an Aufnahmen von Louis Bellson, Tony Bennett, Rosemary Clooney, Pearl Bailey, Lena Horne, Leonard Bernstein, Itzhak Perlman und Placido Domingo beteiligt. Des Weiteren trat er mit dem American Symphony Orchestra, Brooklyn Philharmonic und dem New York City Ballet auf.
1957 war Press erstmals als Theatermusiker am New Yorker Broadway tätig, in „The Body Beautiful“ von Jerry Bock und Sheldon Harnick, um in den folgenden Jahren bei über 100 Shows und Musicalproduktionen mitzuwirken, darunter „Guys and Dolls“, „Jesus Christ Superstar“, „The Great Space Coaster“, „Dreamgirls“, „Meet Me in St. Louis“ und „The Mystery of Edwin Drood“; u. a. arbeitete er mit Irving Berlin, Richard Rodgers, Jule Styne, Stephen Sondheim, Michael Bennett, Bob Fosse, Josh Logan und Jerome Robbins. 1970 wechselte er in die Verwaltung und war als „House Contractor“ für die  Gehaltsabrechnung und die Logistik verantwortlich.
2007 wurde Red Press mit dem Tony Award for Excellence in Theater ausgezeichnet. Daneben war er als Studiomusiker bei zahlreichen Filmmusiken und Erkennungsmelodien von TV-Serien beteiligt, darunter In & Out (1997), The Birdcage (1996) und The Hunchback of Notre Dame (1996).
Im Bereich des Jazz war Press laut Tom Lord zwischen 1946 und 1992 an 90 Aufnahmesessions beteiligt, u. a. auch bei Tony Pastor, Ralph Flanagan, Tex Beneke, Don Redman's Park Avenue Patters, Della Reese, Charles Mingus (Let My Children Hear Music, 1971) und Cleo Laine, zuletzt mit Rob Fisher and His Coffee Club Orchestra.